# Reithrodon
Reithrodon is een geslacht van zoogdieren uit de familie van de Cricetidae. De wetenschappelijke naam van het geslacht werd in 1837 gepubliceerd door George Robert Waterhouse.

## Soorten
Er worden 3 soorten in dit geslacht geplaatst:
- Reithrodon auritus (G. Fischer, 1814)
- Reithrodon caurinus O. Thomas, 1920
- Reithrodon typicus G. R. Waterhouse, 1837

Abrotrichini · Akodontini · Andinomyini · Euneomyini · Ichthyomyini · Neomicroxini · Oryzomyini · Phyllotini · Reithrodontini · Rhagomyini · Sigmodontini · Thomasomyini · Wiedomyini

Incertae sedis: Abrawayaomys · Chinchillula · Delomys